# Stenia aphenice
Stenia aphenice là một loài bướm đêm trong họ Crambidae.